# Horst Enzensberger

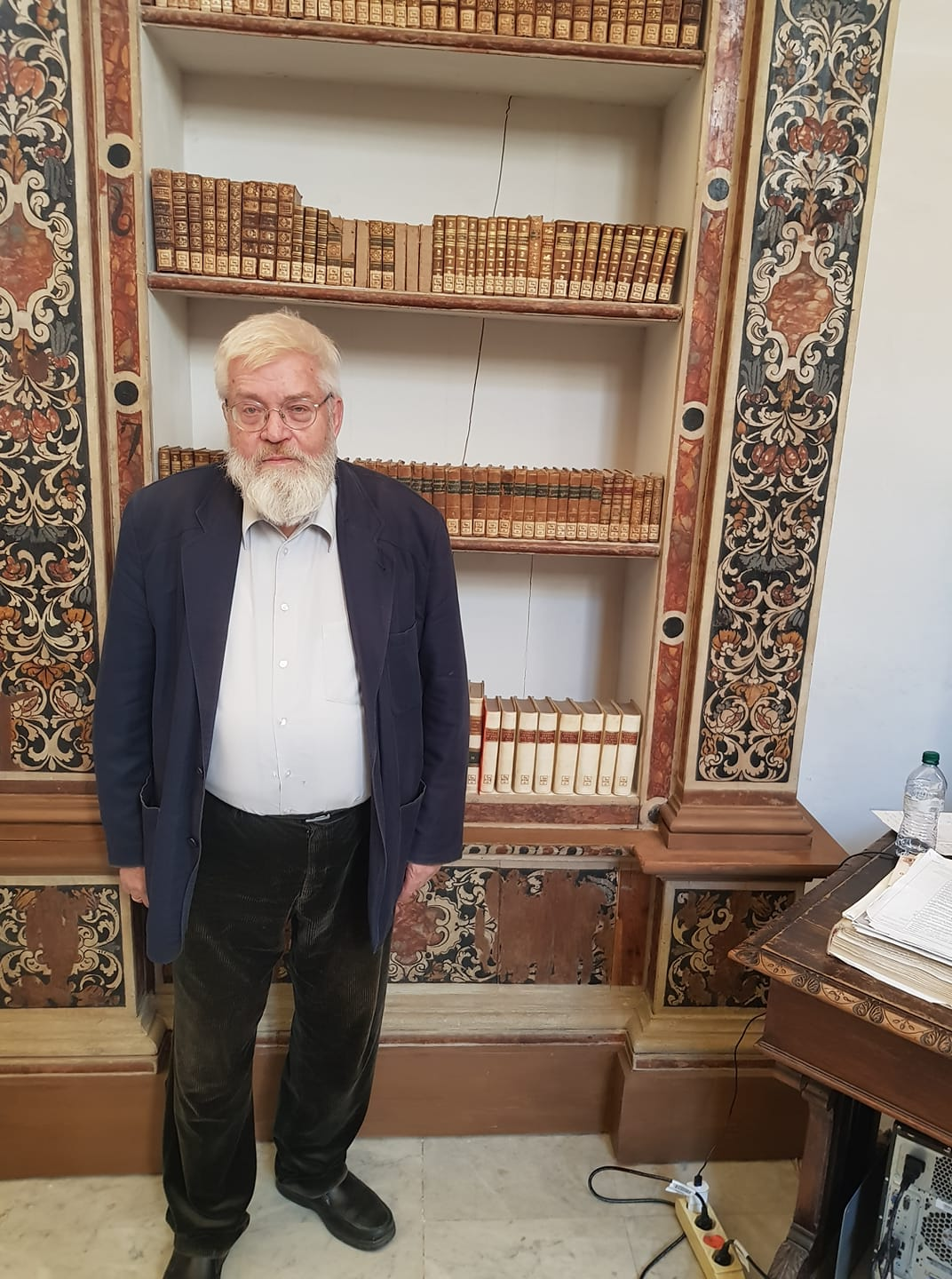
Horst Enzensberger in der Biblioteca Comunale di Palermo im Dezember 2018

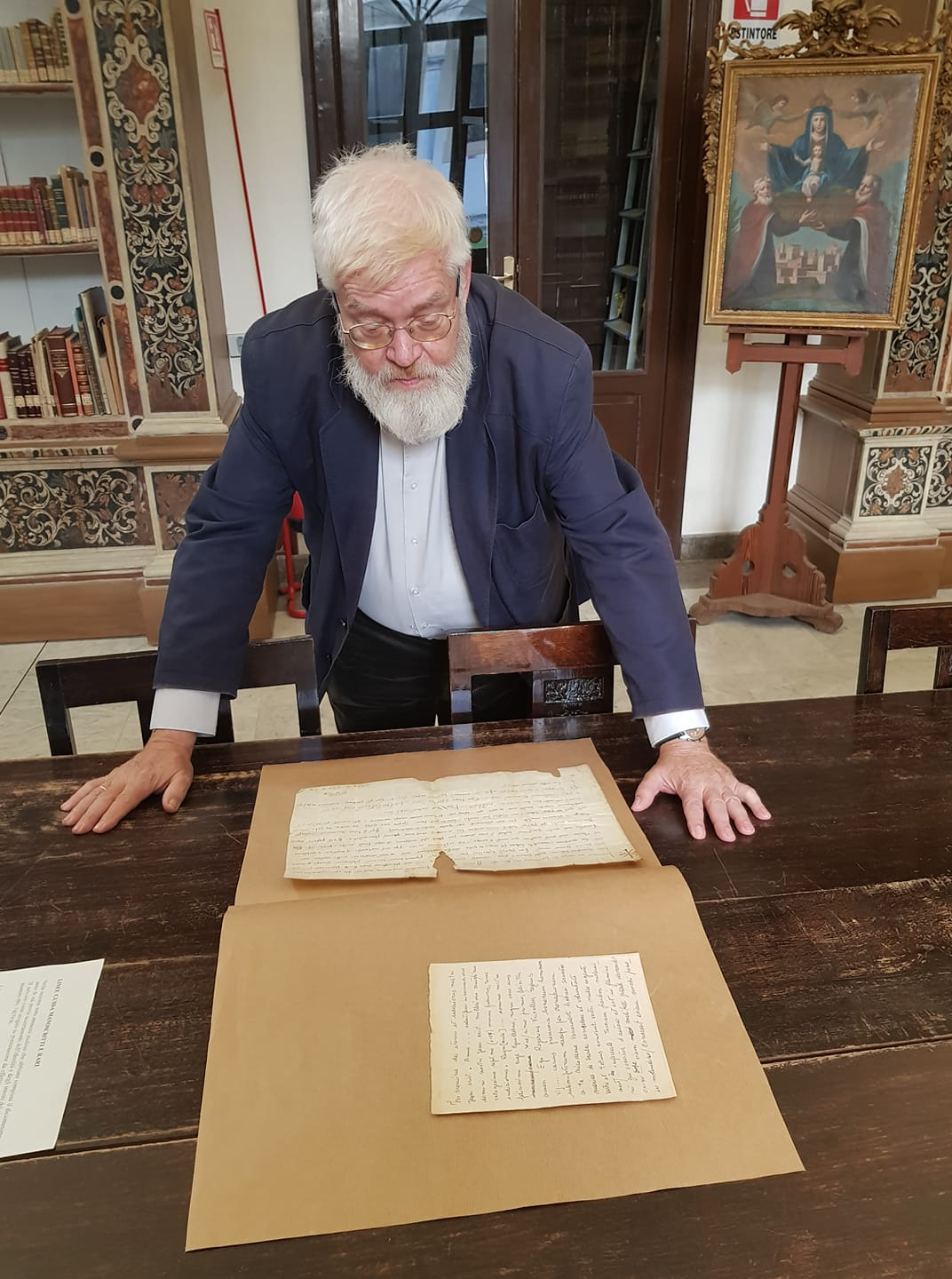
Horst Enzensberger bei der Arbeit mit Urkunden in der Biblioteca Comunale di Palermo

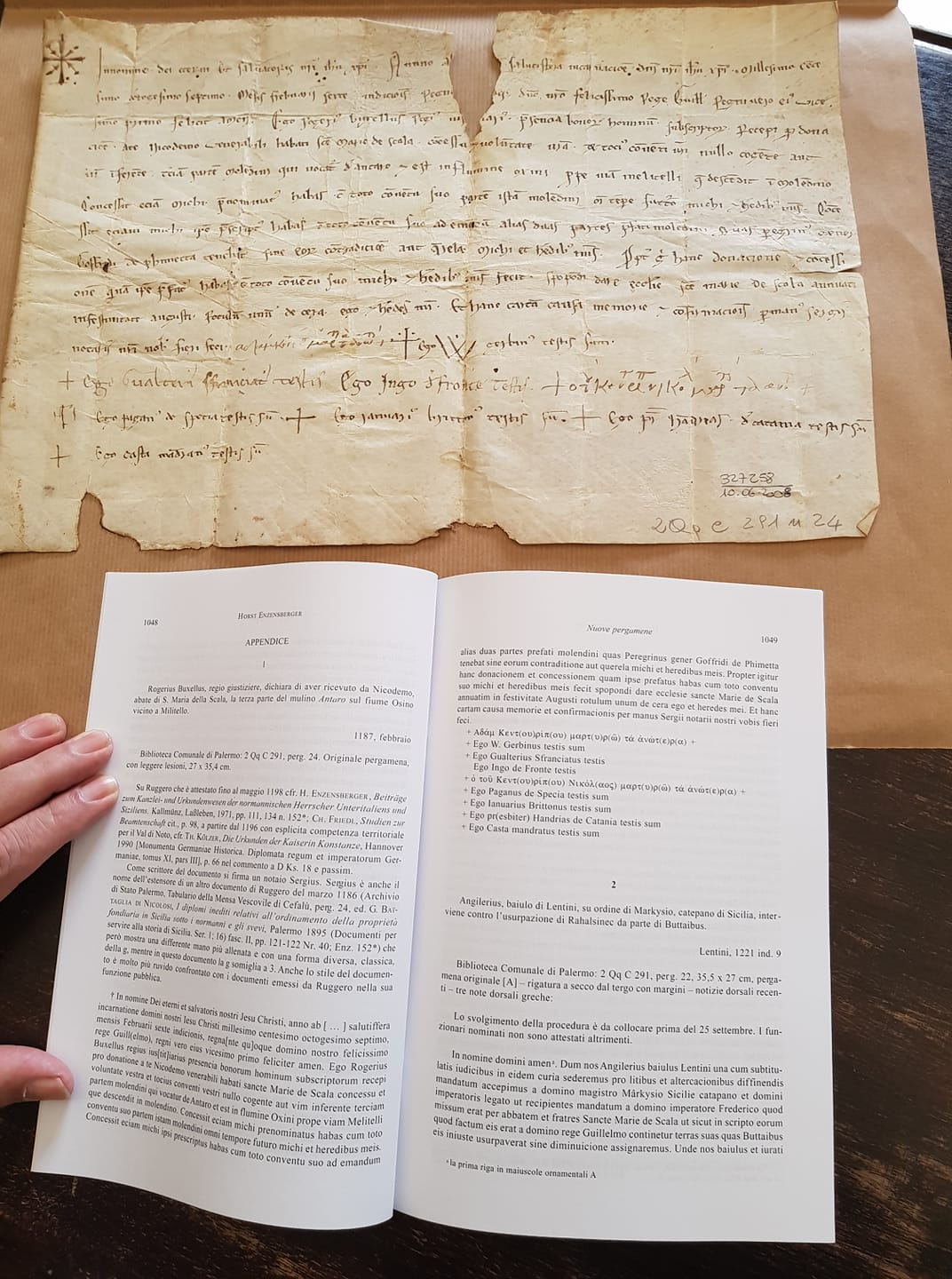
Eine aus dem 12. Jahrhundert stammende Urkunde und ihre Edition durch Horst Enzensberger

Horst Enzensberger (* 8. Dezember 1944 in Haar bei München) ist ein deutscher Historiker und Diplomatiker.
Von 1983 bis zu seiner Emeritierung 2009 lehrte er als Professor für Historische Hilfswissenschaften an der Universität Bamberg. Enzensberger ist für die normannische Epoche Siziliens einer der ausgewiesensten Kenner. Er ist einer der wenigen akademischen Lehrer, die im Bereich der Historischen Hilfswissenschaften in Deutschland tätig sind.

## Leben
Nach dem Abitur 1963 in München studierte Enzensberger von 1963 bis 1968 Historische Hilfswissenschaften, Lateinische Philologie des Mittelalters und Byzantinistik an der Universität München und der Universität La Sapienza in Rom. Peter Herde hatte ihn zur Beschäftigung mit dem normannischen Urkundenwesen in seiner Dissertation angeregt. Ein mehr als einjähriger Forschungsaufenthalt am Deutschen Historischen Institut in Rom mit Hilfe von Stipendien des Deutschen Akademischen Austauschdienstes und des Ministero degli Affari Esteri ermöglichte ihm den Zugang zu den betreffenden Archiven und zur italienischen Lokalliteratur für die Arbeit an seiner Dissertation. Im Wintersemester 1968/69 wurde er in München bei Peter Acht und Peter Herde promoviert.
Nach Dozententätigkeiten an der Universität Frankfurt am Main lehrte Enzensberger seit 1982 als Vertretungsprofessor und seit 1983 in der Nachfolge von Waldemar Schlögl als Professor für Historische Hilfswissenschaften an der Universität Bamberg. Im Jahr 1983 übernahm er eine Gastprofessur an der Universität Palermo sowie 1984 eine weitere an der Universität Chieti. Ab 1985 war er zugleich Lehrbeauftragter für Historische Hilfswissenschaften an der Universität Würzburg. Seit dem Ende des Wintersemesters 2009/10 ist Enzensberger emeritiert, Nachfolgerin wurde 2010 Andrea Stieldorf (bis 2015), seit 2017 vertritt Christof Rolker die Historischen Grundwissenschaften in Bamberg. Enzensberger zählt neben Thomas Frenz, Walter Koch, Theo Kölzer oder Irmgard Fees zu den wenigen eng hilfswissenschaftlich ausgerichteten Mediävisten.
Enzensberger war Gutachter für die Alexander-von-Humboldt-Stiftung, Beirat der Officina di Studi Medievali in Palermo (1982), Beirat bei der Ausstellung Messina. Il ritorno della memoria (1992–1994) und ist Beirat beim Forschungsprojekt Documenting Multiculturalism an der University of Oxford. Seit 1998 ist Enzensberger korrespondierendes Mitglied des Istituto Siciliano di Studi Bizantini e Neoellenici in Palermo.
Enzensberger gehörte bereits in den 1980er Jahren zu den Pionieren der Elektronischen Datenverarbeitung in den Historischen Hilfswissenschaften. In den 1990er Jahren war er einer der ersten mit einem persönlichen Internetauftritt. Unter anderem als Mitarbeiter der Virtual Library Historische Hilfswissenschaften setzt sich Enzensberger, der auch Web-Beauftragter der Fakultät Geschichts- und Geowissenschaften der Universität Bamberg war, für die Nutzung des Internets ein. Enzensberger beteiligte sich als einer von wenigen Professoren frühzeitig an der deutschsprachigen Wikipedia. Dort ist Enzensberger unter dem Benutzernamen Enzian44 ehrenamtlicher Mitarbeiter und seit September 2009 Administrator. Er wurde zum 65. Geburtstag von der Wikipedia-Gemeinde mit einer Festschrift gewürdigt, die zugleich die erste ihrer Art war.  Zu seinem 70. Geburtstag gab die Universität Bamberg eine Festschrift für Horst Enzensberger heraus.
Horst Enzensberger war 37 Jahre mit einer Italienerin verheiratet und hat mit ihr einen Sohn. Er ist verwitwet.

## Forschungsschwerpunkte
Seine Forschungsschwerpunkte sind Urkundenlehre, Paläografie, normannisch-staufisches Unteritalien und Sizilien. Fast 70 Jahre nach dem Erscheinen der grundlegenden Arbeit von Karl Andreas Kehr (1902) widmete sich Enzensberger in seiner Dissertation erneut dem Kanzlei- und Urkundenwesen der normannischen Herrscher Unteritaliens und Siziliens. Seit Kehrs Arbeit erschien viel neues Material in einer Vielzahl an verstreuten Publikationen. Eine systematische Auswertung für die Kanzlei- und Verwaltungsgeschichte der normannischen Herrscher in Süditalien und Sizilien blieb jedoch aus. Enzensberger untersuchte nicht nur die bis dahin nicht richtig bewerteten Stücke in der Originalüberlieferung, sondern arbeitete auch die neu hinzugekommenen Urkunden auf. Er entdeckte im Vatikanischen Archiv und in der Vatikanischen Bibliothek besonders in jüngeren Abschriften noch einige bisher unbekannte Urkunden, die im Anhang der Arbeit abgedruckt worden sind. Zahlreiche Erkenntnisse lieferte die Arbeit zu den Notaren. Die Zahl der Hofnotare konnte Enzensberger gegenüber Kehr ergänzen. Auch für die Überlieferungsgeschichte des italienischen Humanismus besonders im 16. Jahrhundert brachten seine Ausführungen neue Erkenntnisse.
Die Dissertation bildete die Basis für seine weitere wissenschaftliche Arbeit, die ihn als Spezialisten insbesondere für die hochmittelalterlichen Urkunden Süditaliens ausweist. Für das Editionsunternehmen des Codex diplomaticus regni Siciliae gab er 1996 die Urkunden Wilhelms I. von Sizilien heraus. Dass die meisten Urkunden aus den ersten sechseinhalb Jahren der Regierungszeit Wilhelms I. stammen, erklärt Enzensberger mit einer politischen Krise nach der Ermordung des Kanzlers und engsten Mitarbeiter des Königs Maio von Bari im November 1160. Im Rahmen der Editionstätigkeit entstanden weitere Beiträge über die normannischen Könige Siziliens. So stellte er in einer vergleichenden Untersuchung die beiden normannischen Könige von Sizilien Wilhelm I. und Wilhelm II. gegenüber. Späteren Generationen galt Wilhelm II. als „der Gute“ gegenüber seinen „bösen“ Vater Wilhelm I. Bei seiner Analyse der Kirchenpolitik unter den Gesichtspunkten kirchliche Wahlen, Umgang mit Kirchengut, geistliche Gerichtsbarkeit, Kirchenorganisation, Königsschutz und königliche Gesetzgebung zugunsten der Kirche konnte er im Ergebnis keine wesentlichen Unterschiede in der Kirchenpolitik des „guten“ Wilhelm gegenüber der seines Vaters ausmachen. An zahlreichen Beispielen zeigte Enzensberger in einer 1981 veröffentlichten Studie, dass die königliche Kanzlei angesichts der weit entwickelten Schriftlichkeit und Bürokratie in Süditalien ein wichtiges Herrschaftsinstrument war. Im Oktober 2005 war Enzensberger in Palermo/Monreale einer der Vortragenden des im Jahr 2003 begonnenen „Wanderkongresses“ zum Gedenken des 800. Todestages Joachims von Fiore. Er referierte über die Königsurkunden für Joachim und seine Klöster. Aus dem Archiv der sizilianischen Stadt Messina, das sich im Archivo Ducal Medinaceli im spanischen Sevilla befand und seit 1995 im Hospital de Tavera in Toledo liegt, hat Enzensberger in einem 2016 veröffentlichten Beitrag acht unedierte päpstliche Schreiben der breiteren Öffentlichkeit bekannt gemacht und im Anhang abgedruckt. Behandelt werden je zwei Schreiben aus dem Pontifikat Honorius III., Clemens IV. sowie je eines von Gregor X., Innozenz V., Johannes XXI.
Enzensberger erforscht auch das griechische Mönchtum in Süditalien und Sizilien. Er befasste sich mit dem bislang einzig überlieferten Versuch der römischen Kurie, ein griechisches Kloster auf Sizilien in die lateinisch-römische Ordensstruktur zu integrieren. Nach seiner Analyse ist die von ihm edierte Verleihungsurkunde durch Innocenz III. an das griechische Kloster Santa Maria della Grotta in Palermo auf den 13. November 1198 zu datieren. Mit Vera von Falkenhausen hat Enzensberger die dürftige Überlieferung zur Geschichte des byzantinischen Frauenklosters S. Anna in der Nähe der Kirche S. Teodoro in Messina und des Männerklosters S. Maria in Bordonaro rekonstruiert. Im Anhang der 2017 veröffentlichten Studie wurden neun Quellentexte aus der Zeit von April 1141/42 bis Juni 1245 und damit die bislang zum Teil unedierte Klosterüberlieferung abgedruckt.
In einem 2019 veröffentlichten Beitrag machte Enzensberger einen Brief des Dogen von Venedig Michele Steno vom 5. April 1402 aus dem Archivio ducale Medinaceli in Toledo der Fachwelt bekannt, edierte die Quelle und ordnete sie in den historischen Zusammenhang ein. Der Brief war beim Abtransport der Archivalien 1679 nach der Niederschlagung des spanischen Aufstandes von Messina nach Toledo gekommen. Enzensberger zeigte auf, dass der Hafen von Messina auch noch um 1400 ein wichtiger Stützpunkt auf den Reisewegen der Venezianer war.
Gemeinsam mit Alfred Haverkamp gab er die Besprechung sämtlicher Neuerscheinungen zur Geschichte Italiens im Mittelalter von 1959 bis 1975 in einem Sonderheft der Historischen Zeitschrift heraus. Er verfasste zahlreiche Artikel für das Metzler Sprachlexikon, das Lexikon des Mittelalters und für das Dizionario Biografico degli Italiani.

## Schriften (Auswahl)
Quelleneditionen
- Guillelmi I. regis diplomata (= Codex diplomaticus regni Siciliae, 1: Diplomata regum et principum e gente Normannorum. Band 3). Böhlau, Köln/Wien 1996, ISBN 3-412-00689-0.

Monographien und größere Aufsätze
- Beiträge zum Kanzlei- und Urkundenwesen der normannischen Herrscher Unteritaliens und Siziliens (= Münchner Historische Studien, Abt. Geschichtliche Hilfswissenschaften. Band 9). Lassleben, Kallmünz 1971, ISBN 3-7847-4409-5 (zugleich: München, Universität, Dissertation, 1968/69).
- (zusammen mit Alfred Haverkamp): Italien im Mittelalter. Neuerscheinungen von 1959–1975 (= Historische Zeitschrift, Sonderheft. Band 7). Oldenbourg, München 1980, ISBN 3-486-61670-6. (darin: Süditalien, S. 299–447.)
- Der „böse“ und der „gute“ Wilhelm: Zur Kirchenpolitik der normannischen Könige von Sizilien nach dem Vertrag von Benevent (1156). In: Deutsches Archiv für Erforschung des Mittelalters 36 (1980), S. 385–432 (online).
- Die Handschriften der Stadt- und Universitätsbibliothek Frankfurt am Main. Band 5: Die neueren Handschriften der Gruppe Manuscripta latina. Teil 2: Historisch-politische Handschriften. 2 Teilbände, Stadt- und Universitätsbibliothek, Frankfurt am Main 1983 (Digitalisat: Teilband 1, Teilband 2).
- Bausteine zur Quellenkunde der Abruzzen im Mittelalter. In: Roberto Paciocco, Luigi Pelligrini (Hrsg.): Contributi per una storia dell’Abruzzo adriatico nel medioevo (= Studi e fonti di storia Medioevale, Moderna e Contemporanea. Band 1). Vecchio Faggio, Chieti 1992, ISBN 88-7113-097-9, S. 133–190.
- Die lateinische Kirche und die Bistumsgründungen in Sizilien zu Beginn der normannischen Herrschaft. In: Rassegna storica online 2, 2000, S. 1–40 (online).
- Chanceries, charters and administration in Norman Italy. In: Graham A. Loud, Alex Metcalfe (Hrsg.): The Society of Norman Italy (= The Medieval Mediterranean. Band 38). Brill, Leiden 2002, ISBN 90-04-12541-8, S. 117–150.
- Tecniche di governo in un paese multietnico. In: Mario Re, Cristina Rognoni (Hrsg.): Giorgio di Antiochia: L’arte della politica in Sicilia nel XII secolo tra Bisanzio e l’Islam. Atti del convegno internazionale (Palermo, 19–20 Aprile 2007) (= Byzantino-Sicula. Band 5 = Istituto Siciliano di Studi bizantini e neoellenici „Bruno Lavagnini“, Quaderni. Band 17). Palermo 2009, ISBN 978-88-904623-0-6, S. 3–46.
- Vom Universitäts-Professor zum Wikipedia-Administrator. Wie ich zu Wikipedia kam … In: Thomas Wozniak, Jürgen Nemitz, Uwe Rohwedder (Hrsg.): Wikipedia und Geschichtswissenschaft. De Gruyter, Berlin 2015, ISBN 978-3-11-037635-7, S. 175–184 (online).